# Фиш, Геннадий Семёнович
Генна́дий Семёнович Фиш (28 марта (10 апреля) 1903, Одесса — 6 июля 1971, Москва) — русский советский писатель, переводчик, киносценарист, член Союза писателей СССР (с 1934 года).

## Биография
Родился в семье херсонского мещанина, техника-строителя Соломона Моисеевича Фиша (1876—?), сотрудника петербургского товарищества «Железо-Бетон», и Ривки Сроелевны Мирвис (1876—?), дочери бейсагольского мещанина, заключивших брак в Одессе 18 февраля 1899 года. С 1905 года жил в Санкт-Петербурге.
Секретарь Кубано-Черноморского обкома РКСМ (1920). Делегат III съезда РКСМ (октябрь 1920). Лектор Петроградского горкома РКСМ (1921—1922).
Окончил Государственный институт истории искусств (1924) и факультет общественных наук ЛГУ (1925).
В 1925—1926 годах — на срочной службе, затем работал на заводе «Красный Путиловец».
В 1936 году переселился в Москву. Во время финской войны — корреспондент 15-й армии.
Во время Великой Отечественной войны, с 1942 года, военный корреспондент на Карельском фронте, после Победы — на 1-м Дальневосточном фронте.
Член Союза писателей СССР с момента его создания (1934). Член ВКП(б) с 1943 года. Награждён орденами и медалями, в том числе медалью КНДР.
Скончался в Москве 6 июля 1971 года, похоронен на новом Донском кладбище.

### Семья
- Первая жена — Эмма Михайловна Цильдерман (1900—1976), хореограф.
  - Сын — Радий Фиш, писатель.
- Вторая жена — Татьяна Аркадьевна Смолянская (1912—2003), редактор отдела прозы журнала «Дружба народов».
  - Падчерица (дочь Т. А. Смолянской от первого брака) — Наталья Геннадьевна Фиш, замужем за физиком Юрием Гальпериным.

### Творческая карьера
Печатался с 1922 года. Опубликовал сборники стихов «По Неве» (1926), «Разведка» (1927), «Контрольные цифры» (1929), «Дело за мной» (1931), «Весна в термической» (1932), «Тетрадь Аркрайта» (1933) и другие. Повести о Карелии — «Падение Кимас-озера» (1932), «Третий поезд» (1935), «Ялгуба» (1936) и другие.
Написал книгу «Вредная черепашка и теленомус» (1939) о борьбе с вредным насекомым академика Т. Д. Лысенко, выступал в роли пропагандиста всех без исключения начинаний Лысенко, воспетого им в книге «Человек создаёт землю» (1954) и во множестве статей 1930-х — 1950-х годов. В. Н. Сойфер в книге «Сталин и мошенники в науке» (М., 2016) назвал Фиша «трубадуром лысенкоизма». Однако, как вспоминал Борис Рунин, «ни о каких соображениях личной выгоды тут и речи не было. Просто как и обо всём на свете, Фиш и о Лысенко писал безмерно увлечённо, по-настоящему не вникая в научные тонкости проблемы, не слишком задумываясь о шарлатанской подоплёке новаций академика».
События Великой Отечественной войны отразились в книгах «Северная повесть» (1942), «День рождения» (1944). Издал очерковые книги о скандинавских странах «Здравствуй, Дания!» (1959), «Встречи в Суоми» (1960), «Норвегия рядом» (1963), «У шведов» (1966), «Отшельник Атлантики».
Немецкий славист Вольфганг Казак оценил его прозу так:

Проза Фиша основывается на личном опыте и на книжных знаниях, в ней нет художественного вымысла и не чувствуется писательской интуиции.
— Казак В. Лексикон русской литературы XX века
Автор пьес и сценариев, в том числе сценария фильма «Девушка с характером» (совместно с Иосифом Склютом; 1939).
В качестве поэта-переводчика издал переводы Ады Оношкович-Яцыны из Р. Киплинга после её смерти, отредактировав их. Под частью отредактированных переводов появилась двойная подпись; корректность изменений перевода стихотворения «Пыль» вызвала споры. Попытка частичного снятия правки Фиша была предпринята Евгением Витковским в 1998 году.
Произведения переведены на иностранные языки: финский, немецкий, шведский, исландский, английский и другие.
Очерк Геннадия Фиша, под названием «Карельские девушки» был опубликован в сборнике «Молодые герои Великой Отечественной войны», составителем которого являлся Василь Быков. В сборник также были включены произведения Фёдора Самохина «Кровью сердца», Леонида Леонова «Твой брат Володя Куриленко» и др.

## Премии
- Почётные дипломы Советского комитета защиты мира за книги путевых очерков[5].

## Сочинения
- Падение Кимас-озера, 1933
- Мы вернемся, Суоми!, 1934
- Ялгуба, 1936
- Первая винтовка, 1939
- Каменный Бор, 1947
- Советская быль и американские сказки, 1948
- Мы обновляем землю 1951, М., Советский писатель
- Здравствуй, Дания!, 1959
- По дороге в Сегежу, 1960
- Встречи в Суоми, 1960
- Норвегия рядом, 1963
- У писателей Швеции // «Новый мир», 1965, № 12
- Избранное. Предисл. Ф. Светова. Москва, 1965.
- У шведов, 1966
- Скандинавия в трёх лицах. Кн. 1—2. Москва, 1969.
- Снова в Скандинавии. Москва, 1973;
- После июля в семнадцатом. Москва, 1974;
- Избранные произведения. Т. 1—2, Москва, 1976.
- В Суоми, 1982